# Levens (Frankrijk)
Levens (Occitaans: Levenç; Italiaans: Levenzo) is een gemeente in het Franse departement Alpes-Maritimes (regio Provence-Alpes-Côte d'Azur). De plaats maakt deel uit van het arrondissement Nice. Levens telde op 1 januari 2022 5.366 inwoners.

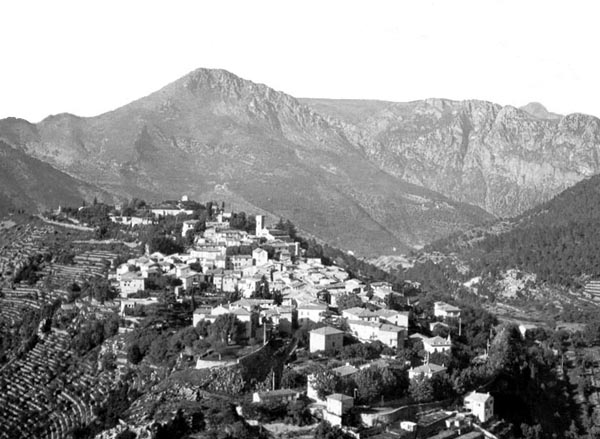
Het dorp in de jaren 1960.

## Geografie
De oppervlakte van Levens bedroeg op 1 januari 2022 29,85 vierkante kilometer; de bevolkingsdichtheid was toen 179,8 inwoners per km².
De onderstaande kaart toont de ligging van Levens met de belangrijkste infrastructuur en aangrenzende gemeenten.

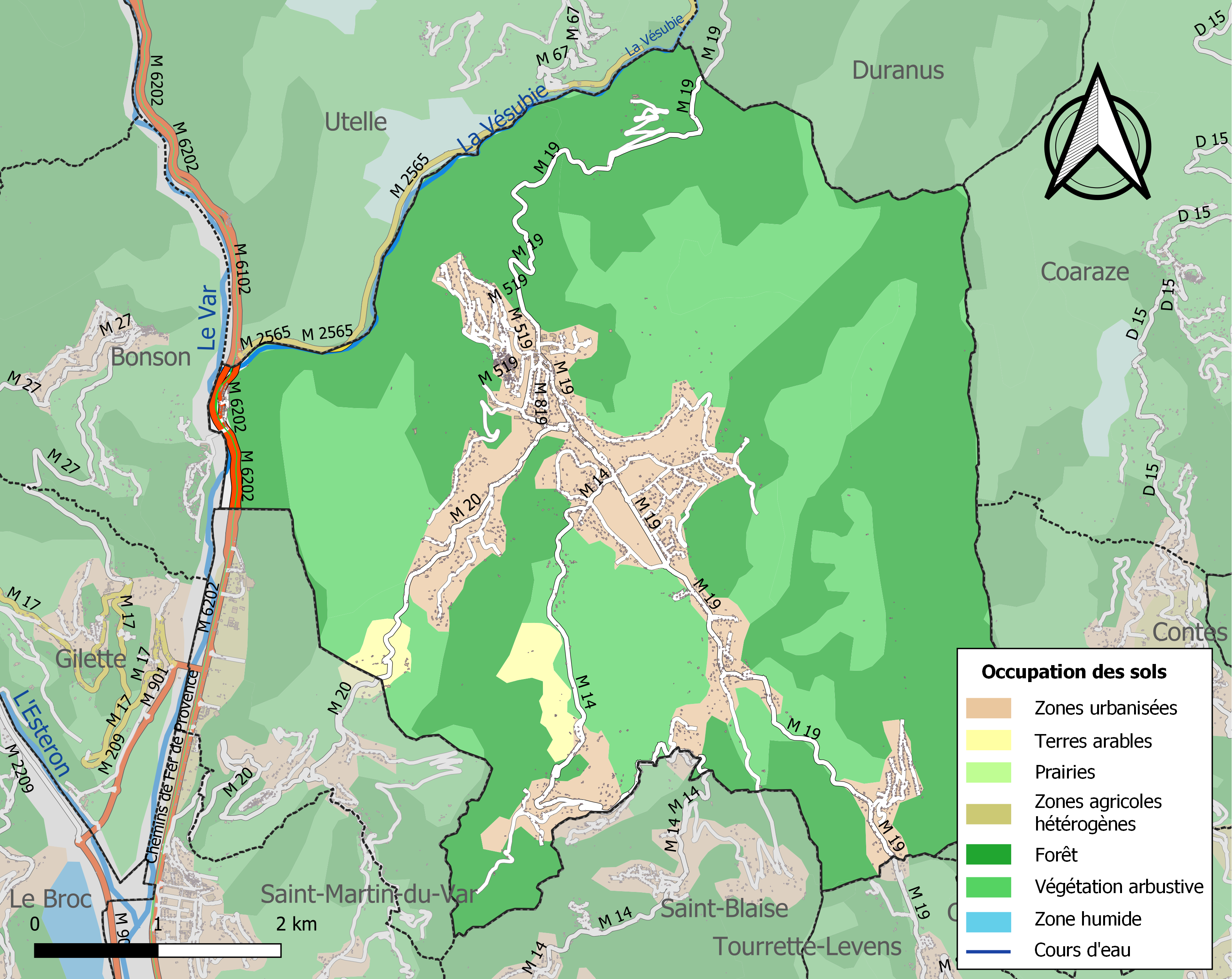

## Demografie
Onderstaande figuur toont het verloop van het inwonertal (bron: INSEE-tellingen).
Vanwege een beveiligingsprobleem met de MediaWiki Graph-software is het momenteel niet mogelijk deze grafiek weer te geven. Zodra de software is bijgewerkt zal de grafiek vanzelf weer zichtbaar worden.

## Sport
De slotrit van wielerkoers Parijs-Nice finisht doorgaans in laatstgenoemde stad. Als gevolg van de Coronapandemie werd de aankomst van de slotrit in 2021 verplaatst naar Levens. Dit leverde een ritzege op voor de Deen Magnus Cort en de Duitser Maximilian Schachmann greep er de eindzege.